# Galikanizem
Galikanizem ( ecclesia gallicana) je smer v francoskem katolicizmu, ki je poskušala omejiti papeško oblast v korist škofovske in posvetne oblasti.
Smer se prvič pojavi v Franciji v poznem srednjem veku, velik razmah pa doseže s sporom Filipa IV. Lepega s papežem Bonifacijem VIII. Krepitev moči galikanizma je tudi posledica reformističnih koncilov v poznem srednjem veku.
Osrednja ideja galikanizma je neodvisna francoska katoliška državna cerkev, ki bi bila neodvisna od papeža in podrejena posvetni oblasti. Največji zagovorniki ideje so bili francoski teologi, v praksi pa so jo izvajali francoski kralji. Tako je francoski kralj Filip IV. Lepi 7. septembra 1303 pri Anagnyju s svojo vojsko napadel vojsko papeža Bonifacija VIII.  z namenom, da papeža ujame in ga postavi pred koncil, ki naj bi mu sodil.
Galikanizem se je tudi zavzemal, da bi imela francoska država tudi cerkveno pravo, kar so prvič formulirali s kraljevo uredbo, izdano v Parizu 18. februarja 1407.
Kasneje, leta 1438, je francoski kralj Karel VII. z bourgeško pragmatično sankcijo sistem galikanizma povzdignil v temeljni državni zakon.
Leta 1663 je francoski kralj Ludvik XIV. prisilil Sorbono, da je tudi ona uradno priznala galikanizem, leta 1682 pa je med regalskim sporom tudi dosegel, da so Asseblées du clergé (predstavniki cerkvene skupščine) sprejeli štiri člene Declarationis cleri Gallicani (deklaracije o galikanski cerkvi), čemur je tedanji papež Aleksander VIII. sicer nasprotoval, vendar tega ni javno obsodil, ker se je bal novega razkola v Cerkvi.

## Dela o galikanizmu
- P. Pithou - Les libertés de l'Eglise gallicane
- P. Dupuy - De concordia secerdotii se imperii
- E. Richter - De ecclesiastica et politica potestate